# Ospedale Groote Schuur
Il Groote Schuur Hospital (spesso indicato come GSH o colloquialmente Grotties) è il più grande ospedale di Città del Capo in Sudafrica. 

## Storia
L'edificio originale fu costruito con fondi pubblici. La realizzazione, iniziatasi nel 1932 fu completata nel 1937, e il nuovo ospedale fu aperto nel 1938 andando a rimpiazzare il New Somerset Hospital a Green Point, come ospedale dell'Università di Città del Capo. È diventato famoso per essere stato l'ospedale in cui nel 1967 è avvenuto il primo trapianto di cuore su un essere umano a cura del chirurgo Christiaan Barnard. Nel 1983 è stata cominciata la costruzione del nuovo ospedale che si è conclusa nel 1989. Il vecchio edificio ospita oggi principalmente alcuni dipartimenti di clinica universitario e un museo sul primo trapianto di cuore.
Il Groote Schuur è il principale ospedale universitario dell'Istituto di Medicina della Università di Città del Capo e come tale fornisce assistenza e istruzione terziaria in tutte le principali branche della medicina
A gennaio 2009 l'organico era composto da 3.570 persone di cui:
- 525 medici
- 1412 infermieri
- 268 personale sanitario associato
- 492 amministrazione e management
- 799 altro personale